# گل آتش (فیلم)
گل آتش (به مالایالم: Agni Pushpam) و (به انگلیسی: Fire flower) فیلمی هندی محصول سال ۱۹۷۶ و به کارگردانی جسی است. در این فیلم بازیگرانی همچون کمال حسن، جایابهاراتی، جایان، سوکوماری، کی.پی.ای.سی. لالیتا و جوزه پراکاش ایفای نقش کرده‌اند.